# Papers d'Uber
Els papers d'Uber o Uber Files són una base de dades de les activitats d'⁣Uber del 2013 al 2017 filtrada a The Guardian el 10 de juliol de 2022, que va compartir la base de dades de més de 124.000 fitxers amb el Consorci Internacional de Periodistes d'Investigació (ICIJ) i diversos mitjans de comunicació. Els documents van revelar intents de pressió sobre Joe Biden, Olaf Scholz i George Osborne⁣; Emmanuel Macron ajuda en secret al lobby d'Uber a França i utilització d'un interruptor d'emergència durant les batudes policials per ocultar dades. Kalanick va rebutjar la preocupació d'altres executius, sobre que enviar conductors d'Uber a una protesta a França els posava en risc de violència per part d'oponents enutjats de la indústria del taxi, dient que "crec que val la pena, la violència garanteix l'èxit".